# 萨讷
萨讷（法語：Sannes，法語發音：[san]）是法国普罗旺斯-阿尔卑斯-蓝色海岸大区沃克吕兹省的一个市镇，属于阿普特区。

## 地理
萨讷（43°45'26"N, 5°29'25"E）面积4.6 平方千米，位于法国普罗旺斯-阿尔卑斯-蓝色海岸大区沃克吕兹省，该省份为法国东南部内陆省份，北起德龙省，西北接阿尔代什省，西接加尔省，南至罗讷河口省，东南角与瓦尔省接壤，东临上普罗旺斯阿尔卑斯省。
与萨讷接壤的市镇（或旧市镇、城区）包括：卡布里耶尔代格、昂苏伊、屈屈龙、拉莫特代格。

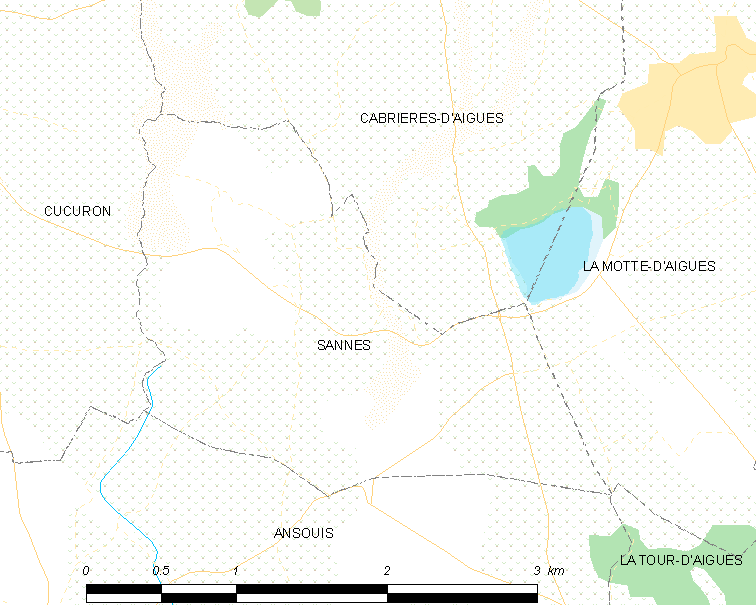
萨讷的OSM定位图

萨讷的时区为UTC+01:00、UTC+02:00（夏令时）。

## 行政
萨讷的邮政编码为84240，INSEE市镇编码为84121。

## 政治
萨讷所属的省级选区为佩尔蒂县。

## 人口

1962-2008年间萨讷人口变化图示

萨讷于2022年1月1日时的人口数量为292人。